# .bz
.bz és el domini de primer nivell territorial per Belize. Està administrat per la Universitat de Belize.
Hi va haver un temps que els dominis .bz eren l'objectiu d'una empresa americana per significar "business" (negoci en anglès), i que aquesta empresa va denunciar ICANN intentant bloquejar el domini .biz per "competència deslleial". Ara mateix el registre és a Belize, però encara dirigeix el domini a fora del país amb el "significat de negoci". També hi ha disponibles dominis internacionalitzats amb un gran ventall de caràcters no-ASCII.
Moltes pàgines web d'Itàlia fan servir aquest domini perquè és una abreviació de Bozen i pel fet que l'abreviació oficial de la província de Tirol del sud és BZ. Moltes pàgines web fan servir el subdomini italià .bz.it. Els servidors del joc de codi lliure BZFlag sovint fan servir noms acabats en bz.
Hi ha alguns dominis de segon nivell en ús, tot i així no són necessaris:
- com.bz (comercial)
- edu.bz (educacional)
- gov.bz (govern)
- net.bz (xarxes)
- org.bz (organitzacions)